# 黒の獅士
『黒の獅士』は、1978年から1979年にかけて発表された永井豪とダイナミックプロによる日本の漫画作品。KCマガジン版の第2巻 - 第4巻の表紙の表記は『戦黒秘帖 黒の獅士』。

## 概要
講談社『週刊少年マガジン』1978年5月28日号から1979年6月10日号まで掲載された。ストーリー自体はデビュー以前から温めていたもので、長編のエピソードの一つ「殺刃者」という88枚の作品が原型として挙げられている。

## あらすじ
天文13年（1544年）、伊賀忍者の頭領・百地三太夫の娘、小夜は毎夜夢にうなされていた。三太夫が見張りに就いた晩、百地砦の衆は手も足も出ないまま何者かに襲われ、小夜は身ごもる。三太夫は生まれてくる子どもが魔王信長を倒す天命を持つと告げられる。子どもは天王獅子丸と名付けられ、自分の素性を知らないまま下忍として育つ。美濃国主・斎藤道三に反旗を翻した道三の長子・義竜に仕える伊賀衆。一方、銅磨陣内という男が道三の元へ赴き護衛となる。忍の間では不死身の怪物と恐れられていた。手練れの伊賀衆が陣内に殺されたという報告が三太夫の元に届く。三太夫は陣内に立ち向かえるただ一人の者として獅子丸の名を挙げる。陣内の正体とともに戦いの背景が明らかになってゆく。

## 登場人物

### 伊賀衆
天王獅子丸（てんおう ししまる）
声 - 松本保典
本名は百地獅子丸。父は白魔と戦う異星人の戦士。自らの素性を知らされぬまま、お夕の祖父の元で忍術の修業を受けながら下忍として育つ。のちに三太夫の名を継ぐ。陣内との闘いの後に黒の志士として白魔との闘いに身を投じる。成長後は忍術に加え超能力も身につけ、サイボーグ戦士とも互角以上に戦えるようになる。天正伊賀の乱で地球の白魔勢力を壊滅させた後は黒の志士と共に地球を去る。彼の残した書物に闘いの顛末と永遠に戦う旨が書かれており、時間局が文書を読んだシーンで物語は幕を閉じる。四半世紀。戦い続けているため、年代によって容姿が成長している。
百地小夜（ももち さよ）
獅子丸の母。獅子丸を産んだ後、早くに亡くなっている。
百地三太夫（ももち さんだゆう）
声 - 徳丸完
伊賀衆の頭領。小夜の父、獅子丸の祖父。戦国時代における時間局の協力者でもある。陣内との闘いの後、白魔の攻撃により命を落とす。
赤座（あかざ）の十蔵（じゅうぞう）
伊賀流術者の名人。お夕の祖父。獅子丸の親代わり。三太夫から獅子丸を名人級の忍に育てるように頼まれる。
石川五エ門（いしかわ ごえもん）
獅子丸の5歳年長。伊賀衆からの脱走を図った獅子丸とお夕を襲う。
お夕（おゆう）
声 - 天野由梨
祖父の元で獅子丸と姉弟のように育つ。
弥吉（やきち）
声 - 龍田直樹
獅子丸の仲間。OVA版での名前は百合丸。
尾根（おね）の三郎太（さぶろうた）
声 - 広瀬正志
道三の家臣として鷺山城に潜入している。

### 甲賀衆
竜月小次郎（りゅうづき こじろう）
声 - 辻谷耕史
斎藤義竜に雇われた忍者。当初陣内と入れ替わっており獅子丸と敵対するが、陣内との戦いで共闘する。

### 武将勢力
織田信長（おだ のぶなが）
声 - 小林通孝（幼少期）、曽我部和恭
愚かな少年（当時は吉法師）だったが、白魔と遭遇し傀儡に。元服後は残虐な大名として地球征服事業に乗り出す。天正伊賀の乱の後、後ろ盾を失い史実同様に本能寺の変で討ち死にする。
斎藤義竜（さいとう よしたつ）
道三の長子。伊賀、甲賀忍軍に道三暗殺を依頼する。
斎藤道三（さいとう どうさん）
美濃国主。銅磨陣内を護衛に雇うが城を爆破され生死不明に。信長や白魔との関係性は不明瞭。
OVA版は背景が石山合戦になっているため斉藤家の者は未登場。

### 23世紀時間局
バーン馬野（まの）
タイムパトロール隊員。永禄3年（1560年）の桶狭間の戦いの調査に赴く。黒の志士の一団と出会い、獅子丸と百地砦に向かう。時間局の通信装置の修復に数年～数十年を要することが分かり、獅子丸の代わりに百地三太夫の影武者を務めながら装置の修復に取り組む。
ジミー・ロッカ
タイムパトロール隊員。1575年の長篠の戦いの調査に赴こうとしたが、戦車の自爆攻撃を受け死亡。過去からの攻撃を受け、時間局は戦国時代の異変を確信する。
ユウキ隼（はやぶさ）
声 - 折笠愛
タイムパトロール隊員。天正9年9月の天正伊賀の乱の調査に赴く。ユリシーズに拘束されるが獅子丸によって救出される。OVA版では小次郎の妹の甲賀忍者、竜月隼（りゅうづき はやぶさ）として役割を変えて登場する。

### 黒の志士
白魔と戦う組織。白魔によって母星を滅ぼされた異星人で構成されている。
ギリー
声 - 飛田展男
司令官。
モーズ
タイムワープした馬野が出会う最初の黒の志士。老人らしく「じいさん」と呼ばれる。

### 白魔（びゃくま）
白い宇宙における知的生命体。白い宇宙は収縮しており、原因の黒い宇宙の知的生命体を滅亡させるために闘いを挑んできた。黒い宇宙の死んだ人間をサイボーグ化して生き返らせ、白魔の仲間として利用する。
銅磨陣内（どうま じんない）
声 - 屋良有作
道三の護衛の「忍者殺し」。塚原卜伝に決闘を挑まれ、頭部の左目側を切り落とされるが、切り落とされた部分を自らくっつける不死身ぶりを見せる。過去に今川家に仕えていたころ、密書を狙う忍の集団に屋敷を襲われ妻子を殺されている。白魔に蘇生された後は忍者への報復に明け暮れる。機械化された肉体を生かし獅子丸や小次郎を追撃するが敗れる。天正伊賀の乱の際に復活し織田軍を率い伊賀を攻撃。獅子丸に最後の闘いを挑む。なお彼が白魔から譲り受けた刀は獅子丸に奪われ彼の愛刀となる。
ユリシーズ
スパルタの猛将。信長魔人団の一人。伊賀襲撃の際に隼を拘束し撤退。白魔城で獅子丸を迎え撃つ。彼が自らの宇宙の滅亡に手を貸すのは、蘇生された恩義とあらゆる星と時間の遠大な闘いに意義を感じなかったから。
ビリー・ザ・キッド
西部開拓時代のアウトローで（戦国時代から見た）未来人。信長魔人団の一人。アンドロイド兵の破壊を楽しんでいたところに獅子丸に斬られる。
張飛（ちょう ひ）
蜀の勇将。信長魔人団の一人。顔面からの放電能力で獅子丸と戦うが敗れる。
ザンボ
紀元前2万年前の人間。プロローグに登場し、マンモスロボットと戦い相討ちに。強さを見いだされサイボーグ戦士に改造された。強靱な肉体と冷気を武器に伊賀を襲撃するが獅子丸に敗れる。
白魔王（びゃくまおう）
銀河星雲総司令官。信長に地球の王になるよう命じ超技術の戦力を与える。

## 書誌情報
| 巻数 | KCマガジン     | KCマガジン        | サンコミックス | サンコミックス    |
| 巻数 | 発行日         | ISBN              | 発行日         | ISBN              |
| ---- | -------------- | ----------------- | -------------- | ----------------- |
| 1    | 1978年12月25日 | 978-4-06-172553-9 | 1984年5月      | 978-4-25-791794-6 |
| 2    | 1979年1月20日  | 978-4-06-172561-4 | 1984年6月      | 978-4-25-791795-3 |
| 3    | 1979年4月20日  | 978-4-06-172581-2 | 1984年7月      | 978-4-25-791796-0 |
| 4    | 1979年7月25日  | 978-4-06-172595-9 | 1984年8月      | 978-4-25-791797-7 |

| 巻数 | 発行日    | ISBN              |
| ---- | --------- | ----------------- |
| 1    | 1992年1月 | 978-4-12-002079-7 |

| 巻数 | 発行日    | ISBN              |
| ---- | --------- | ----------------- |
| 1    | 1995年2月 | 978-4-12-202262-1 |
| 2    | 1995年2月 | 978-4-12-202263-8 |
| 3    | 1995年2月 | 978-4-12-202264-5 |

| 巻数 | 発行日        | ISBN              |
| ---- | ------------- | ----------------- |
| 1    | 2003年3月29日 | 978-4-90-181937-4 |
| 2    | 2003年4月30日 | 978-4-90-181940-4 |

## アニメーション
1992年にOVA『時元戦国史 黒の獅士 陣内篇』が作られた。

### スタッフ
- 原作：永井豪とダイナミックプロ
- 監督・演出：渡部高志
- 脚本：早坂律子、高木康臣
- キャラクターデザイン・作画監督：本橋秀之
- 美術監督：砂川千里
- 音響監督：松浦典良
- 背景音楽：安西史孝
- 音楽制作：日本コロムビア
- 制作プロデューサー・総合監修：山崎理
- アニメーション制作：南町奉行所、東京キッズ
- 企画・制作：ダイナミック企画
- 製作：日本コロムビア

## 殺刃者
デビュー以前に執筆された88ページの作品で黒の獅士の原型となっている。
獅子丸に相当するのは竹の小太郎、小次郎が服部半蔵、陣内の姓が疾風となっており、背景が徳川家康と武田信玄の対立となっている。この作品では陣内の肉体を改造したのは未来人とされている。
首がもげても死なず、核爆発に巻き込もうとする陣内など、黒の獅士との共通点も多い、